# Günther Hennerici
Günther Hennerici (né le 10 septembre 1924 à Mayen, mort le 26 juillet 2000 dans la même ville) est un entrepreneur allemand et patron d'une écurie de sport automobile.

## Biographie
Günther Hennerici est copropriétaire d'Eifelland, une entreprise qui fabrique des caravanes, quand il crée sa propre équipe de course à la fin des années 1960. L'équipe commence en Formule 2, mais en 1972, Hennerici inscrit Team Eifelland Caravans au championnat du monde de Formule 1 avec sa propre voiture de course qui se base sur une March 721, conçue par Luigi Colani.
Le projet est de courte durée et après avoir vendu ses parts dans la société de caravanes qui connaît des difficultés financières, il prend sa retraite en tant que directeur d'équipe à la fin de la saison 1972.
Cependant, en tant que mécène et engagé dans la promotion des jeunes talents, il reste fidèle au sport automobile. Dès les années 1960, il entretient de bons contacts avec Mike Kranefuss (de) et Jochen Neerpasch, qui deviendront patrons d'écurie chez Ford et BMW. On le retrouve également souvent comme conducteur lors d'événements pour véhicules historiques.
Hennerici, qui fut marié à la pilote de course Hannelore Werner, meurt d'une crise cardiaque à l'été 2000.
Son frère jumeau Heinz Hennerici est également pilote de course, bien qu'il ait perdu un bras pendant la Seconde Guerre mondiale. Le petit-neveu de Hennerici, Marc Hennerici, est également pilote de course.

## Crédit d'auteurs
- (de) Cet article est partiellement ou en totalité issu de l’article de Wikipédia en allemand intitulé « Günther Hennerici » (voir la liste des auteurs).